# Park Krajobrazowy Dolina Słupi
Park Krajobrazowy Dolina Słupi je krajinný park (chráněná krajinná oblast) ležící v okolí města Słupsk, obklopující koryto řeky Słupia v Pomořském vojvodství.
Park byl založen v roce 1981. Cílem ochrany jsou hodnoty původní krajiny zvláště údolí řeky Slupia a morény v okolních kopcích. Více než 70% plochy jsou listnaté a smíšené lesy. Ve vesnicích ležících na území parku zůstaly zachovány zbytky původní architektury,především náboženské a palácové komplexy.
V chráněném území jsou tři ze čtyř vodních elektráren tvořících takzvaný energetický systému Slupi. Byl postaven v letech 1904–1925.
Vyskytují se zde také přirozená stanoviště vzácných rostlin a hnízdišť ptáků, mezi něž patří i orel. Ještě v období 70. let zde bylo možné spatřit vlky, a před rokem 1900 i medvědy.

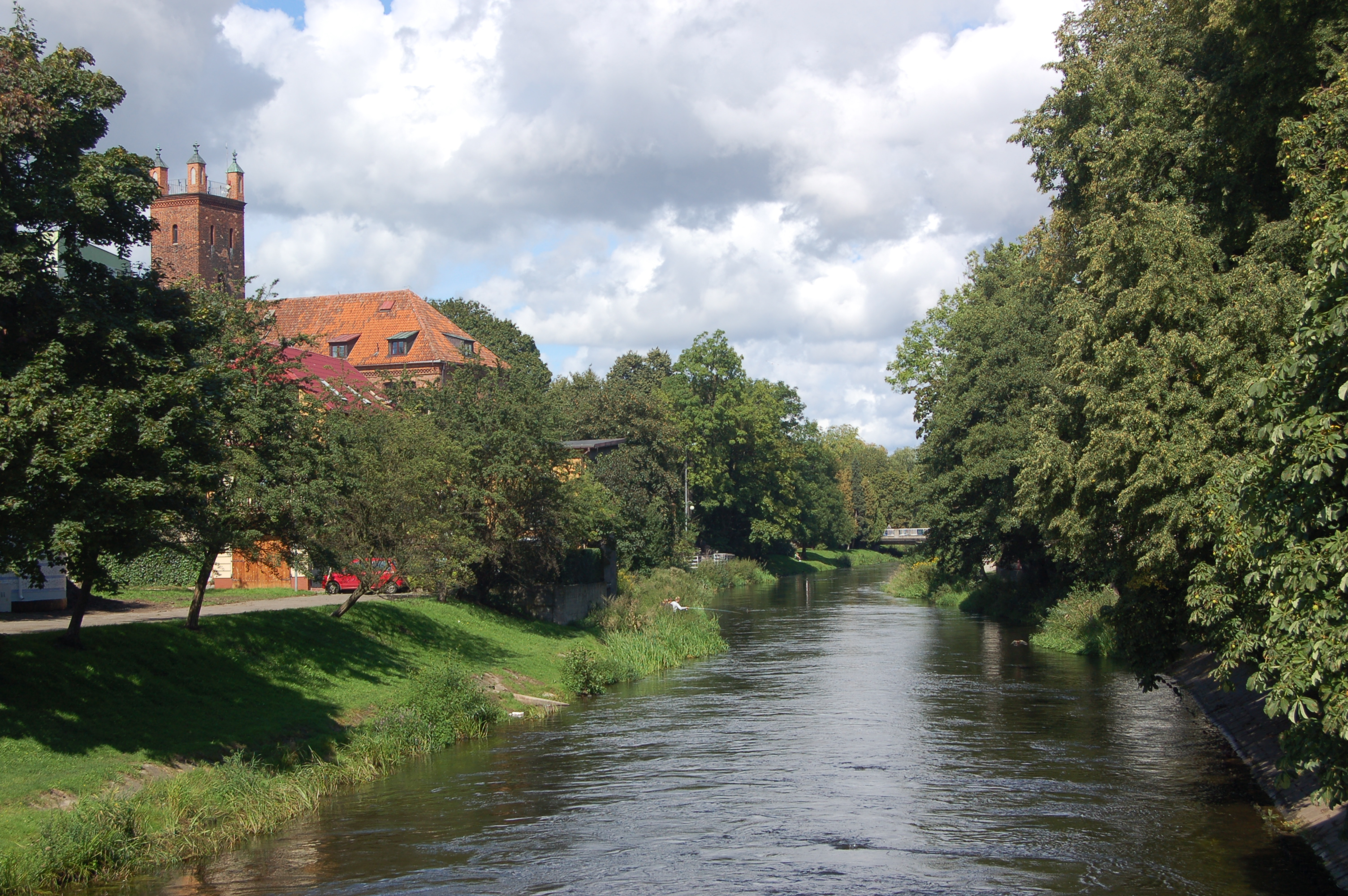
Słupia v Słupsku

## Ochrana přírody

### Rezervace
- Rezerwat przyrody Gniazda Orła Bielika
- Rezerwat przyrody Gołębia Góra
- Rezerwat przyrody Grodzisko Borzytuchom
- Rezerwat przyrody Jeziora Małe i Duże Sitno

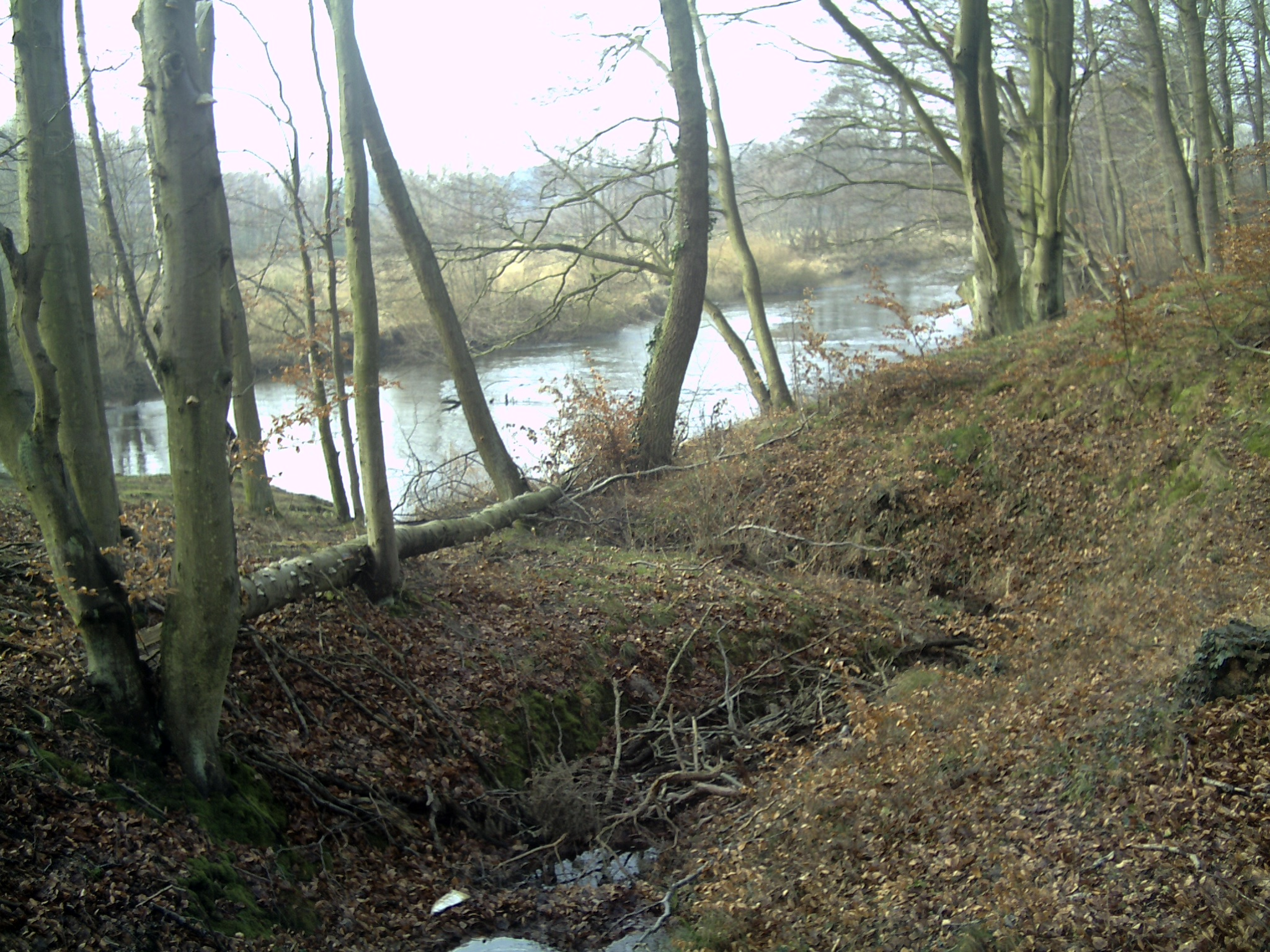
rezervace

### Plánované rezervace
- Rezerwat przyrody Anielskie Oczko
- Rezerwat przyrody Bagnicowe Uroczysko
- Rezerwat przyrody Cztery Jeziora (Jeziora Soszyckie)
- Rezerwat przyrody Dolina Huczka
- Rezerwat przyrody Dolina Starej Słupi
- Rezerwat przyrody Grabówko
- Rezerwat przyrody Jeziorko Dystroficzne
- Rezerwat przyrody Jezioro Czarne
- Rezerwat przyrody Mechowiska Czaple
- Rezerwat przyrody Skotawskie Łąki
- Rezerwat przyrody Źródliskowe Torfowisko

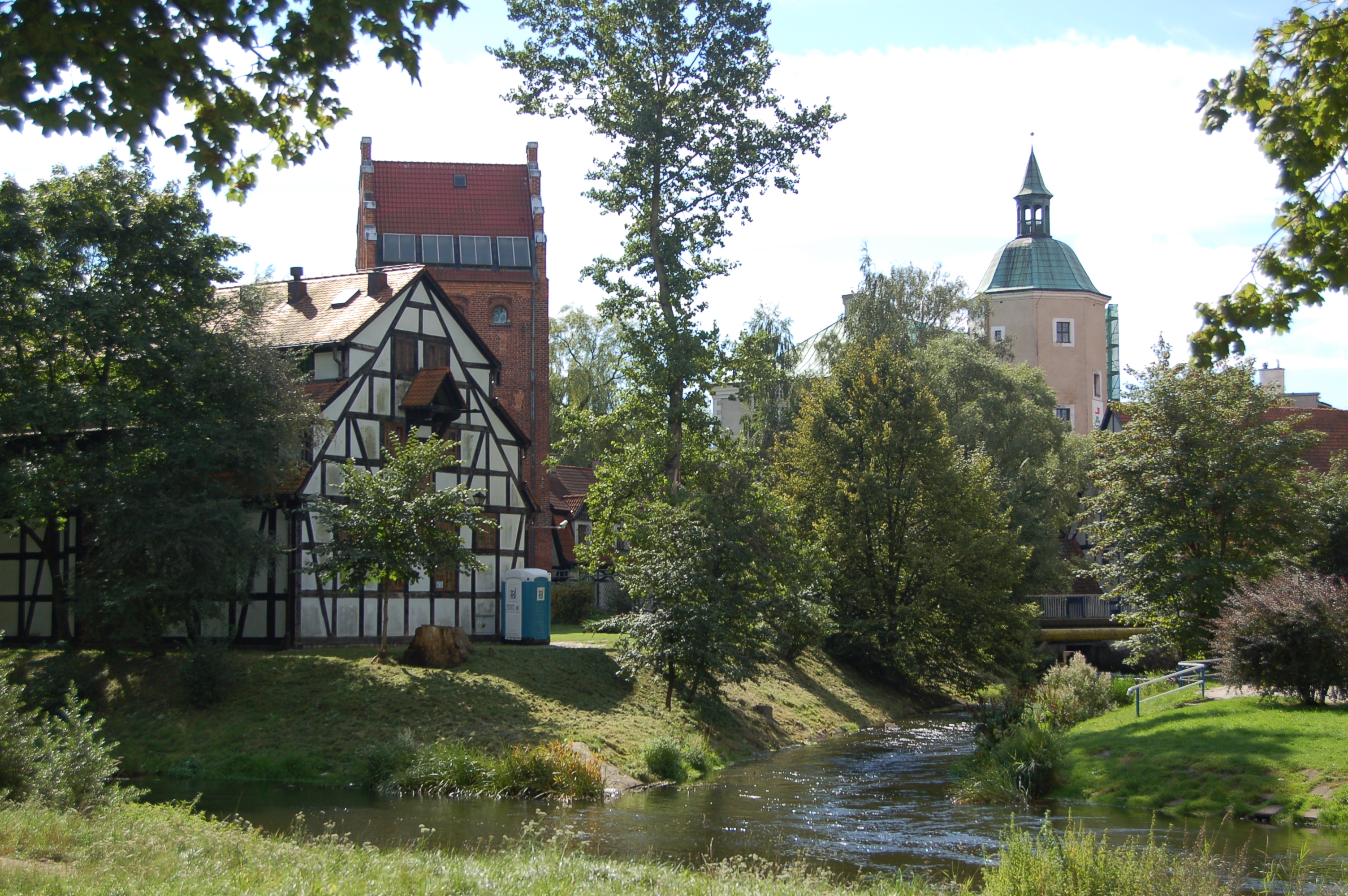
Rezerwat przyrody Buczyna nad Słupią, jaro 2008

## Ochrana přírody v ochranném pásmu parku

### Rezervace
- Rezerwat przyrody Jeziorka Chośnickie
- Rezerwat przyrody Jezioro Cechyńskie Małe
- Rezerwat przyrody Jezioro Głęboczko
- Rezerwat przyrody Las Mądrzechowski

### Plánované rezervace
- Rezerwat przyrody Dolina rzeki Boruji koło Bytowa
- Rezerwat przyrody Jeziorka Dystroficzne
- Rezerwat przyrody Lisia Kępa
- Rezerwat przyrody Zapceńskie Mechowisko
- Rezerwat przyrody Gogolewko